# Region soudržnosti Jihozápad
Jihozápad je region soudržnosti v Česku. Jedná se o statistickou oblast Eurostatu úrovně NUTS 2. Jeho území je tvořeno Jihočeským krajem a Plzeňským krajem.
Oblast má rozlohu 17 706 km² a na jejím území žije přibližně 1,27 milionu obyvatel.

## Členění regionu
| (CZ-)NUTS 2                                                     | (CZ-)NUTS 2               | NUTS 3         | NUTS 3 | LAU 1                   | LAU 1  |
| region soudržnosti                                              | kód                       | kraj           | kód    | okres                   | kód    |
| --------------------------------------------------------------- | ------------------------- | -------------- | ------ | ----------------------- | ------ |
| Jihozápad                                                       | CZ03                      | Jihočeský kraj | CZ031  | Okres České Budějovice  | CZ0311 |
| Jihozápad                                                       | CZ03                      | Jihočeský kraj | CZ031  | Okres Český Krumlov     | CZ0312 |
| Jihozápad                                                       | CZ03                      | Jihočeský kraj | CZ031  | Okres Jindřichův Hradec | CZ0313 |
| Jihozápad                                                       | CZ03                      | Jihočeský kraj | CZ031  | Okres Písek             | CZ0314 |
| Jihozápad                                                       | CZ03                      | Jihočeský kraj | CZ031  | Okres Prachatice        | CZ0315 |
| Jihozápad                                                       | CZ03                      | Jihočeský kraj | CZ031  | Okres Strakonice        | CZ0316 |
| Jihozápad                                                       | CZ03                      | Jihočeský kraj | CZ031  | Okres Tábor             | CZ0317 |
| Jihozápad                                                       | CZ03                      | Plzeňský kraj  | CZ032  | Okres Domažlice         | CZ0321 |
| Jihozápad                                                       | CZ03                      | Plzeňský kraj  | CZ032  | Okres Klatovy           | CZ0322 |
| Jihozápad                                                       | CZ03                      | Plzeňský kraj  | CZ032  | Okres Plzeň-město       | CZ0323 |
| Jihozápad                                                       | CZ03                      | Plzeňský kraj  | CZ032  | Okres Plzeň-jih         | CZ0324 |
| Jihozápad                                                       | CZ03                      | Plzeňský kraj  | CZ032  | Okres Plzeň-sever       | CZ0325 |
| Jihozápad                                                       | CZ03                      | Plzeňský kraj  | CZ032  | Okres Rokycany          | CZ0326 |
| Jihozápad                                                       | CZ03                      | Plzeňský kraj  | CZ032  | Okres Tachov            | CZ0327 |
| \| Region soudržnosti Jihozápad \| LAU 1 v oblasti Jihozápad \| |                           |                |        |                         |        |
| Region soudržnosti Jihozápad                                    | LAU 1 v oblasti Jihozápad |                |        |                         |        |